# I Can't Sleep Baby (If I)
Singles de R. Kelly
Down Low
(mars 1996) I Believe I Can Fly
(décembre 1996)
I Can't Sleep Baby (If I)  est le troisième titre issu de l’album R. Kelly de R. Kelly.
Ce titre a été certifié disque de platine aux États-Unis (1 000 000).

## Charts
Aux États-Unis, I Can’t Sleep Baby (If I)  est le 3e titre consécutif de R. Kelly à être n°1 R&B, le 6e de sa carrière.
| Classements / Pays (1996) | Meilleure position |
| ------------------------- | ------------------ |
| Billboard Hot 100         | 5                  |
| Top R&B                   | 1 (2 semaines)     |
| Autriche                  | 37                 |
| Pays-Bas                  | 42                 |
| Nouvelle-Zélande          | 14                 |